# Trochocarpa nutans
Trochocarpa nutans är en ljungväxtart som först beskrevs av J. J. Smith, och fick sitt nu gällande namn av Herman Johannes Lam. Trochocarpa nutans ingår i släktet Trochocarpa och familjen ljungväxter. Inga underarter finns listade i Catalogue of Life.